# 倫氏小油鯰
倫氏小油鯰（学名：Pimelodella rendahli），為輻鰭魚綱鯰形目鼬鯰科的其中一種，為熱帶淡水魚，分布於南美洲，體長可達8.7公分，棲息在底層水域，生活習性不明。